# Elise Benoit-Huguelet
Elise Benoit-Huguelet, née en 1820 à Vauffelin et morte en 1906 à Frinvillier, est la première sage-femme de La Baroche, en Suisse.

## Biographie
Les mémoires d'Elise Benoit-Huguelet (née en 1820 à Vauffelin, morte en 1906 à Frinvillier) sont publiées en 1905,. 
Elle est alors la doyenne des sages-femmes de Suisse après avoir exercé son métier durant 63 ans. Son témoignage dévoile la pratique du métier de sage-femme dans les campagnes jurassiennes au XIXe siècle,.
Selon le Centre de recherche et de documentation du Jura bernois, son récit « nous ouvre à un univers inédit, celui des triplement muettes de l'histoire, parce que femmes, modestes et peu lettrées ».

## Hommage
Une statue à son effigie est érigée le 7 juin 2022 sur la place du village de Vauffelin. Elle fait partie d'une série de cinq statues de personnalités féminines de l’histoire du Jura bernois créées par Helena von Beust dans le prolongement de l'exposition « ExceptionnELLES » à Bienne en 2021 et visant notamment à donner une plus grande visibilité aux femmes dans l'espace public,.